# Ibstock plc
Ibstock plc ist ein britischer Baustoffhersteller, der seinen Sitz in Ibstock, Leicestershire, hat. Das Unternehmen ist ein Hersteller von Tonziegeln und Betonprodukten. Zu den Produkten gehören die Bereiche Tonziegel, Dächer, Stützmauern, Zäune und Landschaftsbau, Treppen und Aufzugsschächte, Bodenbeläge und Stürze, Fassadensysteme, Schiene und Infrastruktur.
Zu den Marken gehören Anderton, Supreme, Ibstock Brick, Ibstock Kevington und andere.
Das Unternehmen ist an der Londoner Börse gelistet und Teil des FTSE 250 Index.

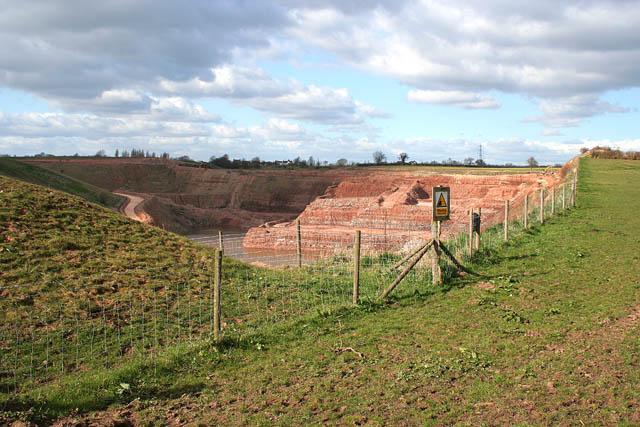
Tongrube des Unternehmens in Ibstock

## Geschichte
Ibstock wurde 1825 gegründet, als William Thirlby, ein Bauer und Spitzenmacher, mit dem Bergbau auf seinem Land in Ibstock in der Nähe von Leicester begann. Innerhalb weniger Jahre war sein Unternehmen erfolgreich und belieferte lokale Kunden aus einem Kohlevorkommen. In den 1830er Jahren produzierte auf einem auf über 100 Hektar angewachsene Bergbaugelände Vorräte an Schamott und Ton, der für die Ziegelherstellung geeignet war. Im Laufe der nächsten zehn Jahre entstand eine einfache Ziegelei, doch Ziegel waren zunächst Nebenprodukt neben der Kohleförderung. Dieser wuchs im Laufe der Jahre, als die Mechanisierung die zeitaufwändigen Prozesse zur Ziegelherstellung ersetzte.
In den ersten Jahren ihres Bestehens wechselte die Zeche mehrmals den Besitzer. Im Jahr 1875 wurde Samuel Thomson Geschäftsführer. Das Unternehmen entwickelte sich bald zu einer Familiendynastie. Unter Samuel Thomsons Sohn, der ebenfalls Samuel hieß, wurde Ibstock Collieries 1899 als private limited company gegründet. Zu Beginn des 20. Jahrhunderts gewann die Ziegelherstellung in Ibstock zunehmend an Bedeutung, da Ziegel immer beliebter in der Bauwirtschaft wurde. Zu Beginn des Ersten Weltkriegs produzierte Ibstock etwa drei Millionen Ziegel pro Jahr.
Nach dem Krieg wurde der Kohlebergbau zu einem zunehmend problematischen Wirtschaftszweig. Neben wirtschaftlichen Problemen war die ausländische Konkurrenz, insbesondere aus Polen und Deutschland, stark. Aufgrund dieses internen und externen Drucks beschloss Ibstock 1928, die Kohlengruben zu schließen und die Nebentätigkeiten des Unternehmens, die Ziegel-, Fliesen- und Rohrherstellung, in den Mittelpunkt zu rücken. Der Zweite Weltkrieg beeinträchtigte das Wachstum von Ibstock, nach dem Krieg wurde die Produktion eine Zeit lang durch Arbeitskräfte- und Materialmangel eingeschränkt.
Nach dem Börsengang im Jahr 1963 erwarb Ibstock das Unternehmen mehrere kleinere Firmen, darunter Himley Brick, Aldridge Brick, Tile & Coal Company, Burwell Brick, Shawell Precast Products und Superbrix. 1967 verfügte das Unternehmen über sechs Produktionsstätten und eine jährliche Kapazität von 130 Millionen Ziegeln. 1978 kaufte das Unternehmen Marion Brick mit Sitz in Ohio, was den Umsatz des Unternehmens um ein Viertel und die Gesamtproduktion um die Hälfte steigerte. Ibstock hatte eine jährliche Ziegelproduktion von 400 Millionen in den Vereinigten Staaten und Europa und 250 Millionen im Vereinigten Königreich. In den 1980er Jahren geriet Ibstock aufgrund von sinkender Nachfrage und starken Wettbewerbsdrucks in den USA in wirtschaftliche Schwierigkeiten.
Nach dem Verkauf von belgischen und niederländischen Aktivitäten schrieb Ibstock 1994 wieder schwarze Zahlen und expandierte durch die Übernahme von Centurion Brick und Scottish Brick. Im folgenden Jahr übernahm das Unternehmen das Ziegelgeschäft von Tarmac, einem Bau- und Baustoffkonzern. 1998 übernahm der irische Baustoffkonzern CRH die Mehrheit an Ibstock.